# Smilax oblongifolia
Smilax oblongifolia är en enhjärtbladig växtart som beskrevs av Johann Baptist Emanuel Pohl och August Heinrich Rudolf Grisebach. Smilax oblongifolia ingår i släktet Smilax och familjen Smilacaceae. Inga underarter finns listade.